# Побєдинське сільське поселення (Шегарський район)
Побє́динське сільське поселення (рос. Побединское сельское поселение) — сільське поселення у складі Шегарського району Томської області Росії.
Адміністративний центр — селище Побєда.
Населення сільського поселення становить 2153 особи (2019; 2112 у 2010, 2158 у 2002).
Станом на 2002 рік існувала Побєдинська сільська рада (села Малобрагино, Побєда, Трубочево, присілки Бушуєво, Кулмани, Новоніколаєвка, Новоуспенка, Оськіно). Пізніше села Малобрагино, Трубачово, присілки Бушуєво, Новоніколаєвка, Новоуспенка утворили Трубачовське сільське поселення.

## Склад
До складу сільського поселення входять:
| Населений пункт   | Населення, осіб (2002) | Населення, осіб (2010) |
| ----------------- | ---------------------- | ---------------------- |
| Кулмани, присілок | 73                     | 34                     |
| Побєда, селище    | 2075                   | 2068                   |
| Оськино, присілок | 10                     | 10                     |